# Кос (птица)
Кос (лат. Turdus merula) је птица певачица из породице дроздова. Изворно станиште му је Евроазија и северна Африка, а људи су га пренели у Аустралију и Нови Зеланд. Живи у шумама и баштама у близини човека. Виђа се углавном на тлу, где проводи већи део времена, тражећи храну.
Назив српске покрајине Косово потиче управо од ове птице, што би значило „земља/област птице кос".

## Опис
Дужина коса износи 23-29 cm, а тежина 80-125 g. Има дугачак реп. Мужјаци су црни са наранџастим кљуном и жутим прстеном око очију, док су женке смеђе боје, нејасно пегаве са доње стране и тамнијег кљуна. Младунци су слични женкама, али са јасним мрким пегама по телу.
Пева најчешће у зору и предвече, док се током дана ретко чује.

## Исхрана
Кос је сваштојед. Храни се инсектима, глистама, семењем и бобицама. Понекад једе и мање кичмењаке, као што су млади гуштери и жабе. Храну тражи углавном по тлу, па се често може чути бука коју ствара превртањем сувог лишћа и гранчица, наглим покретима уназад. Вештим трзајем вади из земље глисте, тако да се не прекину.

## Размножавање
Гнезда почињу да праве већ у марту, углавном по грмовима, преферирајући зимзелене биљке као што су бршљан, глог, орлови нокти и сл. Гнезда су велика, дубока, од гранчица и другог материјала, а често додају пластичне кесе и папир. Гнездо гради само женка и у њега полаже 4-5 јаја, глатких, сјајних, бледоплаве боје са густим смеђим мрљама. Женка лежи на њима у просеку две недеље. Кад се излегу младунци, родитељи их хране две недеље у гнезду и још три недеље као полетарце.

## Галерија
- Кос
- Кос у природи
- Мужјак коса са уловом
- Turdus merula merula